# Philip Lieberman
Philip Lieberman (Brooklyn (New York), 25 oktober 1934 – Providence (Rhode Island), 12 juli 2022) was een Amerikaanse linguïst die de evolutie van de spraak bestudeerde.
Hij studeerde eerst elektrotechniek aan het Massachusetts Institute of Technology (MIT) in Cambridge (Massachusetts) en stapte later over naar linguïstiek. Hij specialiseerde zich in fonetiek en promoveerde in 1966 aan de MIT op een dissertatie over intonatie.
Hij werkte van 1967 tot 1974 aan de Universiteit van Connecticut en was daarna tot 2012 hoogleraar aan Brown University in Providence (Rhode Island).
Hij onderzocht de skeletten van uitgestorven hominiden, met name de anatomie van de neanderthaler. Zijn opvattingen over de evolutie van spraak wijken af van die van Steven Pinker en Noam Chomsky. Volgens Lieberman kunnen niet-menselijke primaten niet alle klinkers van de menselijke taal reproduceren. Dit komt door de lichaamsbouw, het strottenhoofd is bij mensen laag gelegen, zodat ze meer resonantie kunnen voortbrengen. Ons brein is ontwikkeld om "de efficiëntie van vocale communicatie op hoge snelheid te maximaliseren."
Lieberman overleed op 87-jarige leeftijd.